# ألعاب المصمم

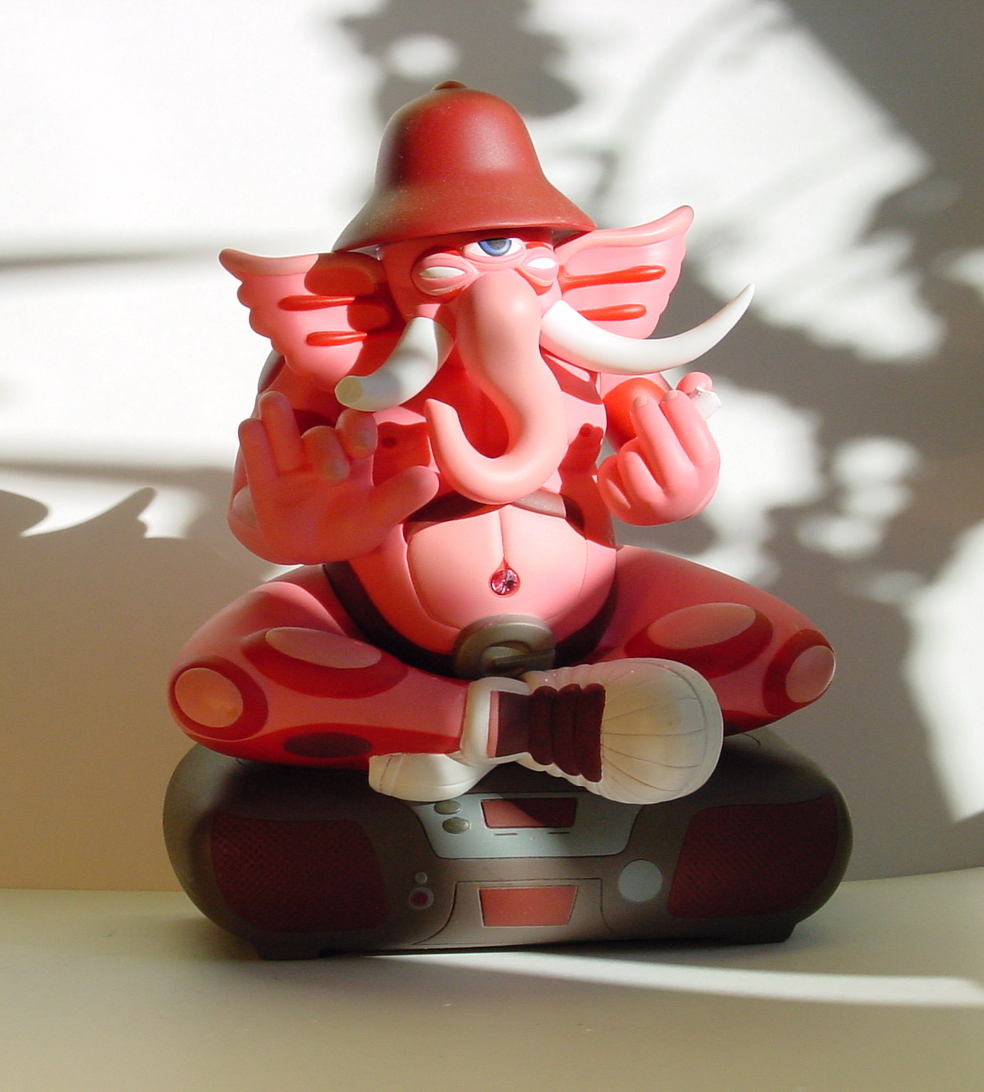

ألعاب المصمم وتسمى أيضا «ألعاب الفن» هي ألعاب حديثة ومقتنيات يصنعها فنانين ومصممين مستقلين ويتم صنع نسخ محدودة منها. يستخدم الفنانين مواد متعددة في صنعها مثل: بلاستيك ABS والفينيل والخشب والمعدن والمطاط والصمغ. أغلب ألعاب المصممين تكون فخمة والمبتكرين غالبًا يكون لديهم خلفية في تصميم الجرافيك مثال على ذلك: يتميز بعض الفنانين بالفن الكلاسيكي الذي تدربوا عليه في التصميم، بينما الاخرين يمارسون التصميم كموهبة. أول لعبة صممت عام 1990م.
فكرة عامة
سلسلة Qee هي مثال على ألعاب المصممين التي أنتجتها toy2r في هونج كونج. الحجم القياسي لها 2 و 8 و 16, ويتم إنتاج ارقام اصدارها أيضا. Qee تختلف في تصميم شكل الرأس فيكون إما على شكل دب أو قط أو كلب أو قرد أو أرنب ولكنها غالبا نفس شكل التركيب الجسدي البسيط لها. والتغييرات التي تحدث على Qee هي رأسها الذي يشبه الكرتون. رأس الدب الذي كان مبتكره المصمم الكاريكاتيري الياباني توما. وتشبه أيضا نمط الرسوم التي صممت الدب كانسان وشخصية بيض Qee هو بيض الطير بأيدي وأرجل.
يتم إنتاج قصاصات فارغة بمقاس 2 و8 بدون طلاء لتقوم بتلوينها بنفسك.كل قطعة صممها فنان وتحمل فكرة جمالية، ويتم تغليف كل شخصيتين بمرفق مفتاح اختياري.
```
مثال آخر على ألعاب المصمم هو سلسلة Dunny التي تنتجها شركة Kidrobot الأمريكية. ربما تعد شخصيات Dunny النظير الغربي لشخصيات Qee الصينية واليابانية Be@rbrick . Dunny هي سلسة شخصيات تمثل الأرنب كإنسان في الكرتون (عادة التصميم يمثل من الرسامين والستنسل والفنانين الكوميديين) التي يتم إنتاجها كـ 3 و 8 و20شخصية. هناك شخصية مختلفة من Dunny تسمى ماني والتي تشبه القرد ويتم بيعها فقط كقطعة غير ملونة وتلونها بنفسك. بعض المبتكرين هم مايكل لاو من الصين الذي انشأ «الآلي الشرير» في حركة فينيل الحضارية وفريق المصممين الخمسة الياباني الذين اشتهروا من شخصيتهم التلفزيونية To-FU Oyako والمكسيكيين Carlos&Ernesto الإخوان الوحشان اللذان اشتهرا من شخصيات Dia de muertos and Aztec المؤثرة، والأمريكي Frank Kozik's مصمم الملصقات الإعلانية للحفلات والمسؤول عن شخصيتي Series and Labbit والرسام التوضيحي James Jarvis' لديه عدد من الشخصيات التي ينتجها من الفينيل وفي أحجام مختلفة. أغلب ألعاب الفينيل يتم إنتاجها في مصانع في الصين والبعض من المصممين نقلوا إنتاج ألعابهم إلى اليابان لأن جودة موادهم أعلى مثل استخدامهم لفينيل أنظف. ألعاب المصمم نادرا ما تصنع في الولايات المتحدة بسبب القيود البيئية لإنتاج الفينيل ويستثنى من ذلك الصمغ والألعاب الفخمة.
```

أوربان فينيل
```
هي نوع من ألعاب المصمم وتتضمن شخصيات حركية مصنوعة من الفينيل غالبًا وعادة يستخدم هذا المصطلح مرادفا لمصطلح ألعاب المصمم. ولكن الأدق هو استخدامه بتغيير. ليس جميع ألعاب المصمم تعد اوربان فينيل بينما أوربان فينيل تعد ألعاب مصمم باختلاف الطريقة التي تنتج بها. والأوربان فينيل مثل ألعاب المصمم تتميز بتصميماتها الأصلية وينتج منها عدد قليل ويتم تسويقها عند هواة التجميع غالبًا هم البالغين. 
```

الذي يختلف عنه مصممي ألعاب أوربان عن المصممين عامة وفنانين الألعاب هو الموضوع وفكرة التصميم. أي شيء مختص في الرسم والهيب هوب والراب هو مرتبط ببيئة الأوربان. الفنانين Eric So & Michael Lau هما من بدآ التوجه إلى أوربان فينيل وأول من ابتكرا شخصيات أوربان فينيل في هونج كونج عام 1990م. مبتكرين آخرين للأوربان فينيل هم الفنان والمصمم الياباني Takashi Murakami الذي بدأت أعماله بالظهور في متحف الفن المعاصر في طوكيو وومتحف الفن الراقي في بوستن، والمصمم الأسترالي ناثان Nathan Jurevicius's Scarygirl وشخصية الفتاة المخيفة بالإضافة إلى شخصيات كوميدية من نفس الاسم وانتجت بالاتفاق مع شركة Flyingcat في هونج كونج وفنان الرسم السابق Kaws.
شخصيات الاوربان فينيل صممها رسامين وفنانين وموسيقيين ومنسقي الأغاني من المناطق اسيا (خاصة اليابان وهونج كونج)وجنوب أمريكا (خاصة الولايات المتحدة)وأوروبا. ومع توجه الشباب إلى ثقافة الهيب هوب أوربان فينيل تمثل شخصيات حقيقية للثقافة الآسيوية والأمريكية خاصة فنانين الهيب هوب أو الأساليب المشابهة. ومثالين على ذلك هما شخصية مغني الراب LMF من هونج كونج من تصوير Lau وشخصيات أعضاء فرقة الموسيقى الإلكترونية الافتراضية Gorillaz أنتجهم Jamie Hewlett وصنعها Kidrobot .
عادة ما يصمم أوربان فينيل كفينيل شرقي وينتج في اسيا أو أستراليا، وبالنسبة للفينيل الغربي فيضم قطع صممت وأنتجت في شمال وجنوب أمريكا أو أوروبا، والآن أصبحت شخصيات الأوربان تجمع وتباع بمئات وآلاف الدولارات لأنه نادرة.ألعاب الصمغ
بعض الفنانين يصنعون ألعابهم بالصمغ الصناعي وقوالبه؛ وذلك بوضع الصمغ في القوالب ثم إدخال بعض التعديلات التفصيلية عليه. وينتهي تصميم اللعبة باستخدام بخاخ دهان السيارات ثم التلميع.
تحتاج عملية صنع ألعاب الصمغ إلى الكثير من العمال والوقت أكثر من عملية صنع ألعاب الفينيل الصناعية مع أنها تصنع بكميات كبيرة بينما قوالب الصمغ كميتها أقل. اغلب مصانع الفينيبل تنتج كمية كبيرة من الألعاب لأنها أصبحت طريق للفنانين لينتجوا الألعاب بدون استثمار مالي ضخم لإنتاج ألعاب الفينيل، عكس اغلب العاب الصمغ والفينيل التي عادة ينتجها ويلونها فنان واحد فقط كالموضح (في كتاب«نحن الألعاب المستقلة» للكاتب هاربر كولينز)
الألعاب الفخمة
```
هي فرع من فروع ألعاب المصمم وهي ناعمه محشوة يصنعها الفنانين والمصممين بكميات محدودة، ومن أكثر التصاميم شيوعا التصاميم التي على شكل مجسمات حيوانات مختلفة أو مجسمات على شكل انسان وهي تشبه الإنسان بشكل مذهل. كما تتميز دمى المصمم الفخمة غالبا بتصاميم الشخصيات الفريدة ويتم إعطاء كل دمية اسم شخصية ما ويتم وصف هذه الشخصيات المتميزة على عبوة الدمية.
```

"Friends With You" هو أحد منتجات الألعاب الفخمة وهو فن إعلانات تجارية، وأيضا هو فن يدوي جماعي تجاري يقع في ميامي – فلوريدا، ويمتاز هذا العمل بأنه جذاب وجميل. وتتميز هذه المنتجات بجودة القطع وكأنها مصنوعة باليد حتى لو كانت قطعة صنعتها آلة. بالإضافة إلى صناعتهم للدمى الفخمة “Friends With You” ابتكروا نموذج ألعاب الخشب وصنع نموذج للرسومات البيانية الحركية للشركات مثل سوني وإم تي في ونايك وتسجيلات كولومبيا.
نوع آخر من التصاميم الفخمة هو الدمى القبيحة، ابتكرها المصمم المستقل دايفيد هورفاث وسان مين كيم تحت باسم الجميلة القبيحة. أول منتجاتهم كانت 12 دمية فخمة اعتمدت على الرسم للمصمم دايفيد هورفاث صنعت يدويا على يد سون مين كيم. أنتجت الجميللة القبيحة أيضا 7 إصدارات لتصميم شخصيتهم سميت بالقبيحات الصغيرات و24 اصدارا سمي بالقبيحات العملاقات انضمت بعد ذلك الدمى القبيحة إلى الافلام السينمائية مثل فيلم زاثيورا وبعض القصص المشهورة مثل قصة (العلامة التجارية تحولت من حصرية إلى متوفرة دائما)
مصمم الالكترونيات المستهلكة
اضيفت مؤخرا تصاميم الالكترونيات المستهلكة إلى عالم ألعاب الفينيل الفرعي، بدأت مصمم الالكترونيات المستهلكة خلال فرع من فروع mimoco وهي العاب الفن mimobot و Flash Drives اللذان اثبتا انه هناك حاجة لإنتاج منتجات الاوربان فينيل. وكان هناك mimobot مصممة من فنانين مختلفين منهم Mori Chack و Sket One و.Jon Burgerman لدى مصممين الإلكترونيات المستهلكة المتخصصين في الذاكرة الرقمية اللوحات الرقمية امكانية تصميم شخصيات جديدة نماما على الساحة لتكمل بذلك على الموسيقى أفلام الكرتون الخ....
مصممين الالكترونيات المستهلكة ليسوا مقيدين في صنع mimobots بل في عام 2007م أطلقت شركة Medicom Be@rbrick USB flash drive.